# Tribune de Genève
Pour les articles homonymes, voir La Tribune.
 (juillet 2025).
Si vous disposez d'ouvrages ou d'articles de référence ou si vous connaissez des sites web de qualité traitant du thème abordé ici, merci de compléter l'article en donnant les références utiles à sa vérifiabilité et en les liant à la section « Notes et références ».
La Tribune de Genève est un quotidien suisse francophone, fondé en 1879 par James T. Bates, un banquier américain.
En 1991, l'entreprise de presse rejoint le groupe Edipresse. Vingt ans plus tard, celui-ci la revend au groupe de médias privé suisse Tamedia. Après la faillite de son concurrent direct le journal La Suisse, en 1994, la Tribune de Genève est le seul quotidien populaire d’importance sur le sol genevois.

## Histoire

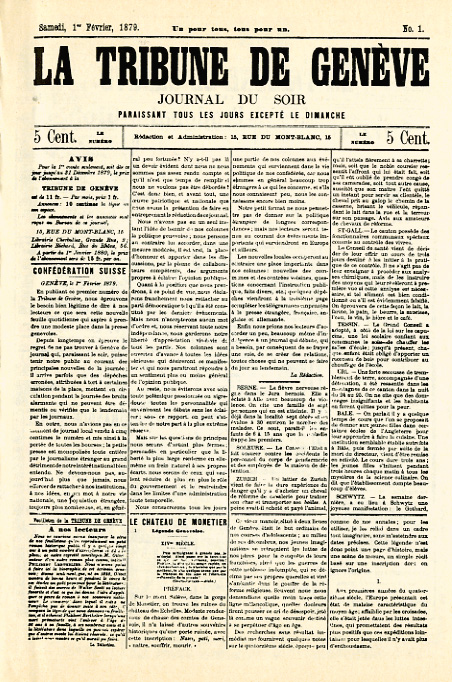
Une de la première édition.

### XIXesiècle

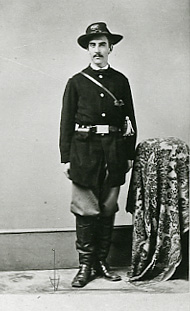
James T. Bates, circa 1865

Le 1er février 1879 paraît le premier numéro de la Tribune de Genève. Elle est issue du quotidien alors anglophone le Geneva Times. C’est un journal du soir vendu à la criée dès 17 h pour le prix de cinq centimes, ce qui en fait le premier quotidien romand à un sou. L’abonnement annuel coûte alors onze CHF, quinze dès le 1er janvier 1880. Elle est imprimée à 3 000 exemplaires. Dès la première édition, la ligne est claire : « Nous n'accepterons aucun mot d'ordre nous réservant toute notre indépendance, nous garderons notre liberté d'appréciation vis-à-vis de tous les partis... ».
Le premier format de la Tribune de Genève était de 30 × 45,4 cm. La Tribune de Genève était composée de quatre pages. Le premier rédacteur en chef, Alfred Bouvier, compte sous ses ordres quatre journalistes et quelques correspondants à l’étranger. Les rubriques considérées comme mineures (beaux-arts, musique, théâtre) sont alors laissées aux pigistes dont l’honneur d’être publié constitue le seul salaire. Le journal devient francophone dès 1879. En 1882, toute la publicité est concentrée en Une. En 1893, trois éditions quotidiennes sont éditées, cinq de février 1886 à 1918. On revient alors à deux éditions. Le quotidien est imprimé en 30 000 exemplaires en 1894, elle pointe au deuxième rang en Suisse après le Tages-Anzeiger.

### XXesiècle
En 1900, deux rotatives typo assuraient le tirage du journal.
Durant l'entre-deux-guerres, le tirage s'élève à 46 000 exemplaires contre 26 000 pour La Suisse.
En 1945, l'entreprise Chapalay + Mottier S.A. devient propriété de la Tribune de Genève. Cette maison d'édition a été fondée par deux banquiers genevois, Chapalay et Mottier. Leur but est de créer des annuaires, indispensables à la vie économique et commerciale d'une ville comme Genève.
En 1954, La Tribune de Genève s'unit à Roto-Sadag S.A., une imprimerie qui lui apporte les deux procédés - hélio et offset - qui lui manquaient.
En mai 1960, le journal compte près de 20 000 abonnés.
En 1971, le journal abandonne la typographie au plomb pour devenir le premier quotidien suisse imprimé grâce à l’offset. C’est l’arrivée de la couleur. Le journal occupe près de 350 employés et imprime cinq éditions par jour avec une pagination qui peut dépasser les 100 pages quotidiennes. En janvier 1977, la Tribune de Genève ajoute une corde à son arc : l'édition.
Le 11 juillet 1973, le feu se déclare au troisième sous-sol de l’immeuble abritant les deux rotatives offset de La Tribune de Genève. L’édition du jour paraît tout de même grâce à la collaboration des techniciens de La Suisse.
Au printemps 1990, le journal devient définitivement un journal du matin. La même année, son tirage tombe à près de 60 000 exemplaires. L’entreprise emploie alors une cinquantaine de journalistes et quelque 20 correspondants et collaborateurs extérieurs en Suisse et à l’étranger. Le journal perd 5 millions de francs à la suite d'une grève des ouvriers typographes qui éclate le 21 février. Pendant quatre jours, les membres de la Direction passent par les toits pour rejoindre leurs bureaux, les grévistes bloquant l'entrée du bâtiment. Le blocus les força même à installer le Q.G. du journal dans un hôtel pour quelque temps. En 1991, les pertes s'élèvent à 8 millions de francs suisses. La direction de l'époque décide d'éliminer des points de vente pour réduire les charges, provoquant un effondrement du tirage.
C'est dans ce contexte difficile et alors que Genève entre dans une phase de récession publicitaire qu'intervient le rachat du journal par Edipresse. Après quelques mois d'observation, un plan de sauvetage est décidé, sous la houlette du directeur des publications du groupe Edipresse, Marcel A. Pasche.
En 1994, son principal concurrent La Suisse disparaît  et la Tribune de Genève devient le seul grand quotidien de Genève (qui comptait encore cinq quotidiens dans les années 70). Son tirage augmente en conséquence.

### XXIesiècle

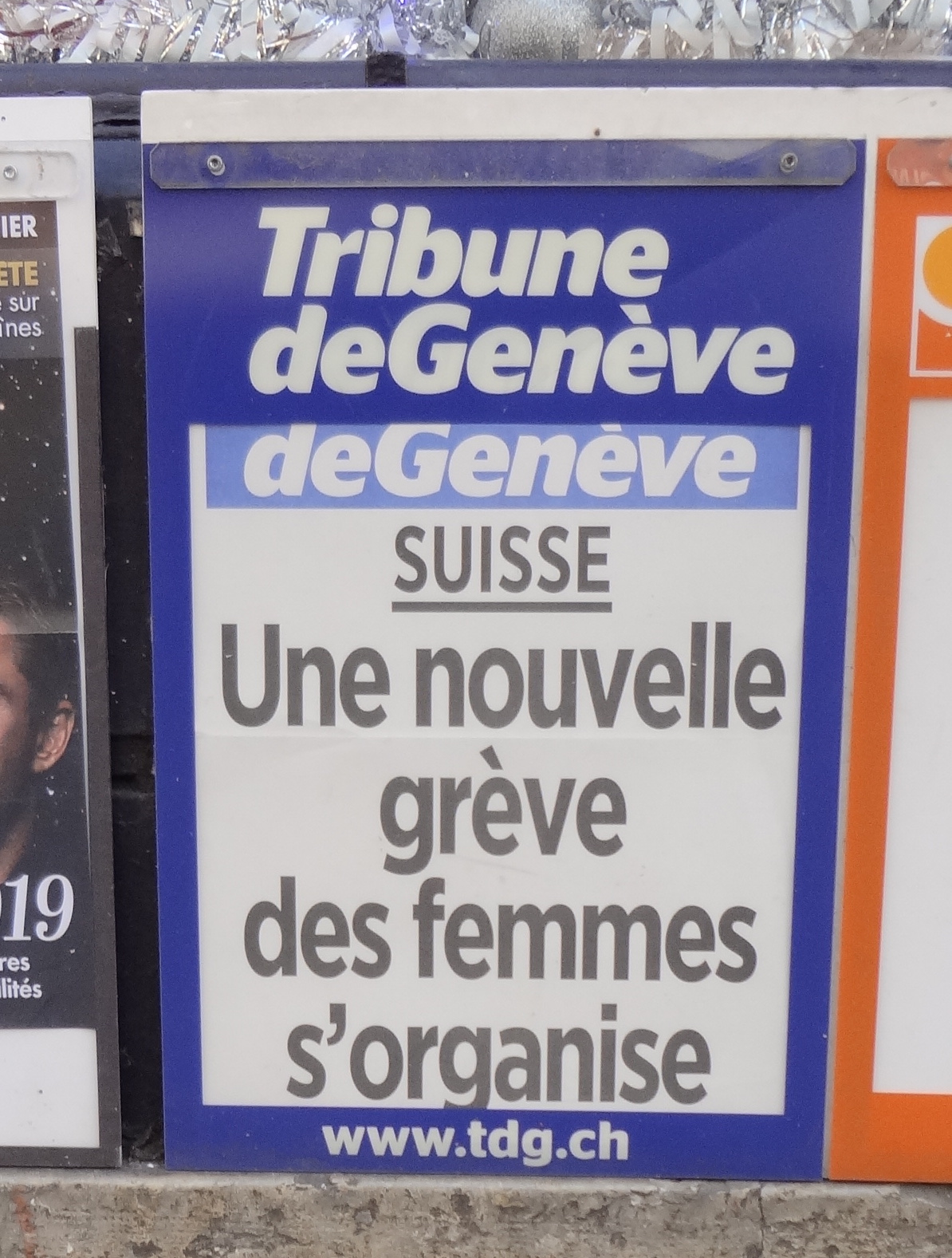
Manchette de la Tribune de Genève du 28 décembre 2018.

À l’automne 2016, dans un contexte publicitaire et de ventes difficile pour la presse romande, le groupe Tamedia annonce un plan de licenciement. Vingt-quatre employés sont concernés entre les rédactions de 24 heures et de la Tribune de Genève. Après plusieurs semaines de négociations avec les syndicats et la mobilisation de personnalités, telles que Michel Pont, le groupe de presse décide de réduire de moitié le nombre de licenciements. Douze collaborateurs se voient finalement licenciés.
En 2024, Tamedia annonce la fusion des rédactions de 24 heures, de la Tribune de Genève et du Matin dimanche (formant ainsi une unique rédaction romande des titres du groupe).

### Tirage et audience
- 1971 : plus de 70 000 exemplaires
- 1990 : 60 000 exemplaires
- 2001 : 77 000 exemplaires[5]
- 2010 : 54 068 exemplaires[6]
- 2015 : 41 000 exemplaires, 110 000 lecteurs[7]
- 2020 : 31 000 exemplaires, 94 000 lecteurs[7]
- 2022 : 25 576 exemplaires[8], 79 000 lecteurs[7]

## Histoire du titre
Le titre « La Tribune » vient des États-Unis. C'est à un des cofondateurs et premiers rédacteurs qu'on le doit, Louis Wuarin (1846-1927, théologien et sociologue, il était aussi le gendre du directeur du Journal de Genève). Wuarin revenait de New York où il a connu la New-York Tribune : « J'ai tout d'abord trouvé ce terme de « tribune » un peu bizarre, avouera-t-il plus tard, comme tous les néologismes et toutes les modes à leur naissance, mais il avait l'avantage d'être neuf et inviting... ».
Georges Favon, à l’époque rédacteur en chef du titre concurrent Le Genevois, piquait une crise lorsque sa belle-sœur, qui se prénommait Julie et qui résidait chez lui, lui demandait, à chaque fois qu’il rentrait à la maison, s’il pouvait lui prêter la Tribune. Elle est donc devenue le journal de Julie. C'est pourquoi, pour les Genevois, la Tribune de Genève s’appelle aussi « la Julie ». Auparavant, il l'appelait irrévérencieusement la « meunière de Bel-Air », son siège étant alors à la place Bel-Air.

## Sièges successifs
La première rédaction de La Tribune de Genève est établie au 15, rue du Mont-Blanc, à Genève. C'est le siège du Continental Herald and Swiss Times. L’imprimerie est sise au 7, rue de la Chaponnière. En 1879, le quotidien déménage au 1, place Bel-Air. En 1887, le regroupement avec l’imprimerie s’effectue au 4, rue Bartholoni. Elle prend aussi le nom de Tribune de Genève. De 1939 à 1941, La Tribune s’installe au 42, rue du Stand. Après son rachat par Edipresse, elle déménage au 11, rue des Rois. Quant à l'imprimerie après un passage par Vernier, le journal est désormais pressé à Bussigny.

## Ligne éditoriale
Avec l'arrivée de la nouvelle formule en octobre 2010, la Tribune de Genève met en avant ses objectifs rédactionnels : approfondir et décoder l'information pour le lecteur, donner une place plus importante au reportage.

## Personnalités

### Rédacteurs en chef
- Alfred Bouvier (1879-1914) : ancien archiviste et amateur d'histoire et de théologie
- Marcel Pouff
- Edouard Bauty : ancien correspondant à Berne, imprime au journal une orientation francophile durant toute la Première Guerre mondiale
- Edgar Junod (1918-1938) : un admirateur du FC Servette. Également directeur. Il déplace la publicité de la une à l'intérieur du journal
- Gaston Bridel (1938-1960) : homme de culture, il diversifie le contenu du journal
- Georges-Henri Martin (1960-1982) : formé par Pierre Lazareff, il introduit la « une-vitrine » avec beaucoup de couleur. Il fait du journal une institution genevoise
- Daniel Cornu (1982-1992) : théologien et ancien correspondant à Paris, il systématise le principe des enquêtes et des reportages. Directeur également
- Guy Mettan (1992-1998)
- Marco Cattaneo (1998-2000)
- Dominique von Burg (2000-2006) : formé à la télévision
- Pierre Ruetschi (2006-2018)
- Frédéric Julliard (2018-)

### Collaborateurs illustres
- Emile Trachsel (1881-1913) : inventeur de la chronique locale genevoise. Selon Georges Bratschi, il était « hanté par la terreur de rater un rat crevé ou le moindre sabbat de chats. »
- Joseph Alix
- Léon Savary
- Emmanuel Kuhne : chargé de la rubrique judiciaire et du compte rendu du Grand Conseil
- Georges Bratschi (1925-1997) : critique de cinéma
- Eugène Trollux : couvre la dernière exécution capitale de Suisse à Altdorf, notamment.
- Jean-Claude Mayor (années 70-80)
- Michel Couturier
- Jean-Marie Laya
- Patrice Pottier
- Nicolas Bouvier

### Directeurs-généraux
- James T. Bates (1879)
- Fred Bates
- Edgar Junod (1938)
- Jean Malche (1955)
- Georges-Henri Martin (1960)
- Gérald Sapey (1973)
- Hans Kobel (1987)
- Eric Lehmann (1991)
- Antoine Exchaquet (1997)

Dès 2006, la direction est centralisée à Lausanne.

## Publications

### Quotidien
La Tribune de Genève s'est dotée d'une nouvelle formule le 13 octobre 2010. Le journal comprend plusieurs rubriques : opinions, événement, Suisse, Monde, Économie, Genève, Culture, Connexion, Zone VIP, Signature. L'édition du samedi propose des rubriques différentes telles que « Week-end en balade » ou « J'y étais ».

### Site web
Depuis le 13 octobre, le site internet de La Tribune propose une zone abonnée. Elle est en libre accès jusqu'en décembre 2010. Depuis 2006, la Tribune de Genève et 24 h travaillent en synergie. Une rédaction web intégrée met en ligne les informations au rythme de l'actualité.

### Suppléments
La Tribune de Genève publie trois suppléments : immo, emploi et auto.

## Archives
Une numérisation intégrale des anciens numéros de la Tribune est décidée en 2019. La Ville de Genève, le groupe Tamedia, devenu TX Group, la Nouvelle Association du Courrier et la Bibliothèque nationale ont conclu un partenariat en avril 2019. Trois journaux sont concernés : Le Courrier (dès 1868), la Tribune de Genève (dès 1879), et La Suisse (1898-1994). Plus de deux millions de pages seront numérisées sous la responsabilité de la Bibliothèque de Genève, un projet estimé à 1,5 million de francs. Les fonds nécessaires seront réunis par l’Association pour la numérisation des journaux patrimoniaux genevois (ANJG), présidée par Martine Brunschwig Graf. L'objectif est de rendre ce patrimoine accessible au plus grand nombre.
Depuis février 2021, les éditions numérisées des années de 1879 à 1920 sont disponibles sur e-newspaperarchives.ch, la plateforme de journaux suisses numérisés gérée par la Bibliothèque nationale.